# Kigali City Tower
Kigali City Tower — многофункциональное высотное офисное и торговое здание, расположенное в Кигали, столице Руанды. Башня является самым высоким зданием в стране. Комплекс состоит из 18-этажной башни, четырёхэтажного торгового центра и блока парковки, с пространством, разделённым между арендованными офисными помещениями и торговыми точками.
Сама башня, расположенная на месте бывшей автобусной станции, была разработана руандийским бизнесменом Хатари Секоко и построено китайскими инженерами. Строительные работы начались в 2006 году, а комплекс открылся в 2011 году.

## История
С момента своего прихода к власти в 2000 году президент Поль Кагаме стремился превратить Руанду из бедной страны, зависящей от потребительского сельского хозяйства, в страну со средним уровнем дохода и сильным сектором услуг. Эта политика, основанная на либерализации экономики, приватизации государственных предприятий и сокращении бюрократической волокиты для предприятий, привела к сильному росту ВВП в период с 2004 по 2010 год на 8% в год. Растущая экономика спровоцировала строительный бум, поскольку возросла потребность в офисных и городских жилых помещениях.
Проект Kigali City Tower был начат в 2006 году руандийским бизнесменом Хатари Секоко через его компанию Doyelcy Limited. Секоко — ветеран Руандийского патриотического фронта гражданской войны в Руанде, с 1995 года работал в Японии, чтобы повысить свой капитал, прежде чем вернуться в Руанду, чтобы начать бизнес по распространению кофе, а затем диверсифицироваться в сфере недвижимости и гостеприимства. Первым этапом проекта было строительство здания автостоянки, которое началось в 2007 году. На этом этапе башня была предложена как круглое здание со спиральной конструкцией, которое должно было в первую очередь служить смотровой площадкой. К 2008 году команда Секоко изменила форму здания на эллиптическую, чтобы создать больше пространства внутри башни.
Секоко заключил контракт с китайской компанией «China Civil Engineering Construction Corporation» на строительство здания, а также закупил сырьё со своего собственного склада в Гуанчжоу (Китай). Здание было завершено в начале 2011 года. В марте 2013 года был достроен и открыт в мае того же года трёхзальный кинотеатр Century Cinema.

## Расположение и дизайн
Kigali City Tower находится на Avenue du Commerce, также известном как KN 67 Street, в районе Ньяругенге, который является деловым центром Кигали. Здание находится на месте бывшей автобусной станции, которая была закрыта в 2005 году.
Здание состоит из трёх частей: башни высотой в 18 этажей, четырёхэтажного торгового центра и блока парковки, который также имеет высоту в 4 этажа. Башня является самым высоким зданием в Руанде. Общая торговая площадь составляет около 10 000 квадратных метров, а офисные помещения — 7 000 квадратных метров.
Большая часть башни занята офисными помещениями, и только нижний, первый и верхний этажи отведены под торговлю. На каждом этаже башни имеется 336 квадратных метров офисных помещений.

## Розничная торговля и развлечения
Крупнейшим розничным продавцом в комплексе является филиал кенийской сети супермаркетов Nakumatt, который занимает первый и нижний этажи торгового центра, а также первый этаж здания автостоянки. Южноафриканский магазин одежды Mr Price открыл свой первый руандийский филиал в комплексе в 2011 году, которым управлял франчайзи Deacons Kenya, в то время как роскошная кофейня Bourbon Coffee управляет кафе и зоной отдыха на открытом воздухе, одной из своих пяти точек в городе.
На третьем этаже торгового центра находится комплекс Century Cinema. В кинотеатре четыре экрана: три обычных экрана на 233, 135 и 70 мест и 4D-киноэкран (продаётся как 5D) на 18 мест, первый в своём роде в Восточной Африке. Другие розничные услуги на первом этаже торгового центра включают фуд-корт, фитнес-центр и детский сад.
В башне также располагаются бар-ресторан на нижнем этаже, отделения Банка Кигали на первом этаже, ночной клуб на верхнем этаже и ресторан с баром на крыше.